# De Uithof (sportcentrum in Den Haag)
De Uithof is een sport- en evenementencentrum in Den Haag dat onder meer bestaat uit een half overdekte 400-meter-kunstijsbaan, twee overdekte 30 x 60 meter ijsbanen, een 177 meter lange indoor skihal, een indoor kartcircuit, een in-, en outdoor klimhal, een fitness-accommodatie, wintersportwinkels en diverse horecafaciliteiten alsmede een evenementencentrum. De Uithof is gelegen in het zuiden van Den Haag en genoemd naar de polder Uithofspolder waar het is gebouwd. Het om het gebouw liggende groengebied heet  recreatiegebied De Uithof. De 400-meterbaan is na Heerenveen, Groningen, Enschede en Amsterdam (Olympisch Stadion) de nummer vijf snelste ijsbaan van Nederland.

## Geschiedenis
Op 17 december 1970 werd begonnen met de bouw, die op 2 januari 1973 werd afgerond met de officiële opening. Het complex bestaat uit een 400 meter-baan met in het midden een 30 x 60 meter-baan. Aanvankelijk was de enige beschutting tegen het weer de omhooglopende tribune om de ijsbaan. In 1989 werd een overkapping gebouwd, waardoor de baan half overkapt werd. Daarnaast is er een aparte ijshockeybaan aanwezig. Eind jaren 90 is de entree verplaatst en geheel veranderd en is het complex uitgebreid met een skibaan, een kartbaan en een klimhal. Tevens kwamen er diverse sportwinkels. De ijshockeyhal ging, samen met het horecagedeelte en de fitnessfaciliteiten, in 2004 verloren door een grote brand. De hal werd afgebroken en opnieuw opgebouwd. In oktober 2015 maakte Omroep West bekend dat er wordt bekeken of een volledige overkapping tot de mogelijkheden behoort nu er 100.000 euro subsidie is ontvangen van de gemeente voor de realisatie van maatschappelijke doelen.
Op 28 februari werd de kartbaan gesloten en vervangen door de kinderspeelplaats Monkey Town.

## Gebruikers
Het complex is de thuishaven van onder meer Hijs Hokij Den Haag (ijshockey) en HardrijVereniging Den Haag-Westland (langebaanschaatsen / shorttrack). Daarnaast maken vele andere schaatsclubs en verenigingen gebruik van de ijsbaan.

## Exploitatie
De huurder/exploitant van onder meer de ijsbanen werd op 1 juni 2010 failliet verklaard. Kort daarna werd een nieuwe exploitant/huurder gevonden die de exploitatie van onder meer de ijsbanen per 1 augustus 2010 hervatte. Deze exploitant/huurder exploiteert naast de ijsbanen ook de skibaan, de indoor karting en de horecafaciliteiten. Dit heeft geen invloed op het ijshockeyteam Hijs Hokij Den Haag. Het team moet echter wel afspraken maken over het ijshockeystadion.
Sinds 1 september 2010 is De Uithof weer open voor het publiek. Vanaf februari 2013 hebben hier ook opnames plaatsgevonden voor het tv-programma RTL Sportcafé: Schaatsen.

## Bereikbaarheid met openbaar vervoer

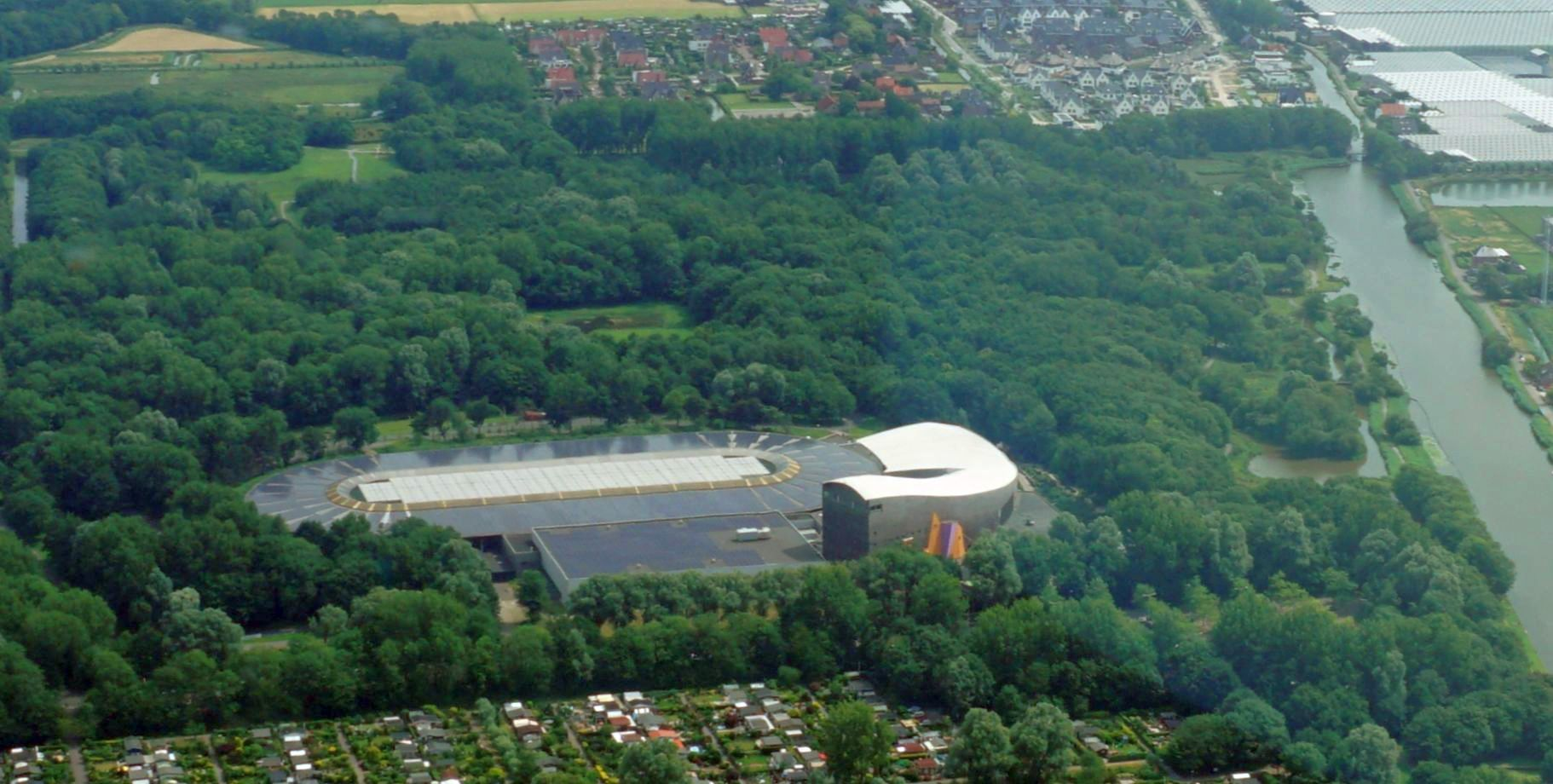
Luchtfoto de Uithof

De Uithof is bereikbaar met RandstadRail 4 via het eindpunt de Uithof ter hoogte van de kruising Lozerlaan, Meppelweg en Jaap Edenweg. Daarnaast stopt bus 456 ook bij bushalte de Uithof aan de Escamplaan ter hoogte van de kruising met de Madepolderweg.

## Baanrecords

### Langebaanschaatsen
| Afstand         | Schaatser        | Land | Tijd     | Datum         |
| --------------- | ---------------- | ---- | -------- | ------------- |
| 100 m           | Jesper Hospes    | NED  | 09,71    | 02-02-2013    |
| 500 m           | Michel Mulder    | NED  | 35,39    | 06-03-2015    |
| 1000 m          | Kjeld Nuis       | NED  | 1.10,48  | 08-03-2015    |
| 1500 m          | Derek Parra      | USA  | 1.49,78  | 24-11-2001    |
| 3000 m          | Gianni Romme     | NED  | 3.52,10  | 24-10-2004    |
| 5000 m          | Renz Rotteveel   | NED  | 6.35,39  | 16-02-2014    |
| 10.000 m        | Evert Hoolwerf   | NED  | 13.41,51 | 08-03-2015    |
| 2×500 m         | Michel Mulder    | NED  | 70,980   | 06/07-03-2015 |
| Sprintvierkamp  | Sjoerd de Vries  | NED  | 146,850  | 03/04-03-2007 |
| Minivierkamp    | Wesly Dijs       | NED  | 156,234  | 09/10-02-2013 |
| Kleine vierkamp | Gerben Jorritsma | NED  | 155,400  | 09/10-02-2013 |
| Grote vierkamp  | Gianni Romme     | NED  | 158,652  | 18/19-12-1999 |

| Afstand         | Schaatsster          | Land | Tijd     | Datum         |
| --------------- | -------------------- | ---- | -------- | ------------- |
| 100 m           | Annette Gerritsen    | NED  | 10,57    | 30-01-2016    |
| 500 m           | Annette Gerritsen    | NED  | 39,11    | 30-01-2016    |
| 1000 m          | Melissa Wijfje       | NED  | 1.18,68  | 08-03-2015    |
| 1500 m          | Anni Friesinger      | GER  | 2.00,31  | 25-11-2001    |
| 3000 m          | Anni Friesinger      | GER  | 4.12,52  | 23-11-2001    |
| 5000 m          | Anni Friesinger      | GER  | 7.15,30  | 24-11-2001    |
| 10.000 m        | Jolanda Grimbergen   | NED  | 16.35,02 | 15-03-1993    |
| 2×500 m         | Floor van den Brandt | NED  | 78,500   | 06/07-03-2015 |
| Sprintvierkamp  | Natasja Bruintjes    | NED  | 162,130  | 03/04-03-2007 |
| Minivierkamp    | Antoinette de Jong   | NED  | 166,728  | 09/10-02-2013 |
| Kleine vierkamp | Renate Groenewold    | NED  | 170,984  | 18/19-12-1999 |

## Grote wedstrijden

### Langebaanschaatsen
Wereldbekerwedstrijden
- 1989/1990 - Wereldbeker 2 allround
- 1990/1991 - Wereldbeker 9 vrouwen
- 2001/2002 - Wereldbeker 3 allround

Nationale kampioenschappen
- 1989 - NK allround
- 1991 - NK afstanden
- 1994 - NK sprint
- 1994 - NK allround
- 1995 - NK afstanden
- 1996 - NK allround
- 1997 - NK afstanden
- 1997 - BK allround
- 1998 - BK allround
- 1999 - NK allround
- 1999 - BK allround
- 2000 - NK allround
- 2001 - NK afstanden

### Shorttrack
- Wereldkampioenschap shorttrack 1996 (individueel)
- Wereldkampioenschap shorttrack 2000 (teams)
- Europese kampioenschappen shorttrack 2001

### Kunstschaatsen
- Wereldkampioenschappen kunstschaatsen junioren 2004
- Wereldkampioenschappen kunstschaatsen junioren 2010

### Darts
- International Darts League 2003
- International Darts League 2005

## De Uithof (openlucht)

### Grote wedstrijden
Internationale kampioenschappen
- 1979 - WK allround vrouwen
- 1983 - EK allround mannen
- 1986 - WK allround vrouwen
- 1988 - EK allround mannen

Nationale kampioenschappen
- 1980 - NK allround
- 1980 - NK sprint
- 1987 - NK afstanden deel 1